# Pseudogarypus banksi
Pseudogarypus banksi är en spindeldjursart som beskrevs av Arthur P. Jacot 1938. Pseudogarypus banksi ingår i släktet Pseudogarypus och familjen Pseudogarypidae. Inga underarter finns listade i Catalogue of Life.